# Красногорська Длга Лука
Красногорська Длга Лука (словац. Krásnohorská Dlhá Lúka) — село в окрузі Рожнява Кошицького краю Словаччини, історична область Гемера. Площа села 14,02 км². Станом на 31 грудня 2016 року в селі проживало 724 жителі.

## Історія
Перші згадки про село датуються 1338 роком.

## Населення
| Рік:            | 1994. | 2004.   | 2014.   | 2024.   |
| --------------- | ----- | ------- | ------- | ------- |
| Кількість осіб: | 697   | 685     | 719     | 701     |
| Різниця:        |       | -1,72 % | +4,96 % | -2,50 % |

| Рік:            | 2023. | 2024.   |
| --------------- | ----- | ------- |
| Кількість осіб: | 699   | 701     |
| Різниця:        |       | +0,28 % |